# 동일본 대지진에 의한 귀가곤란자

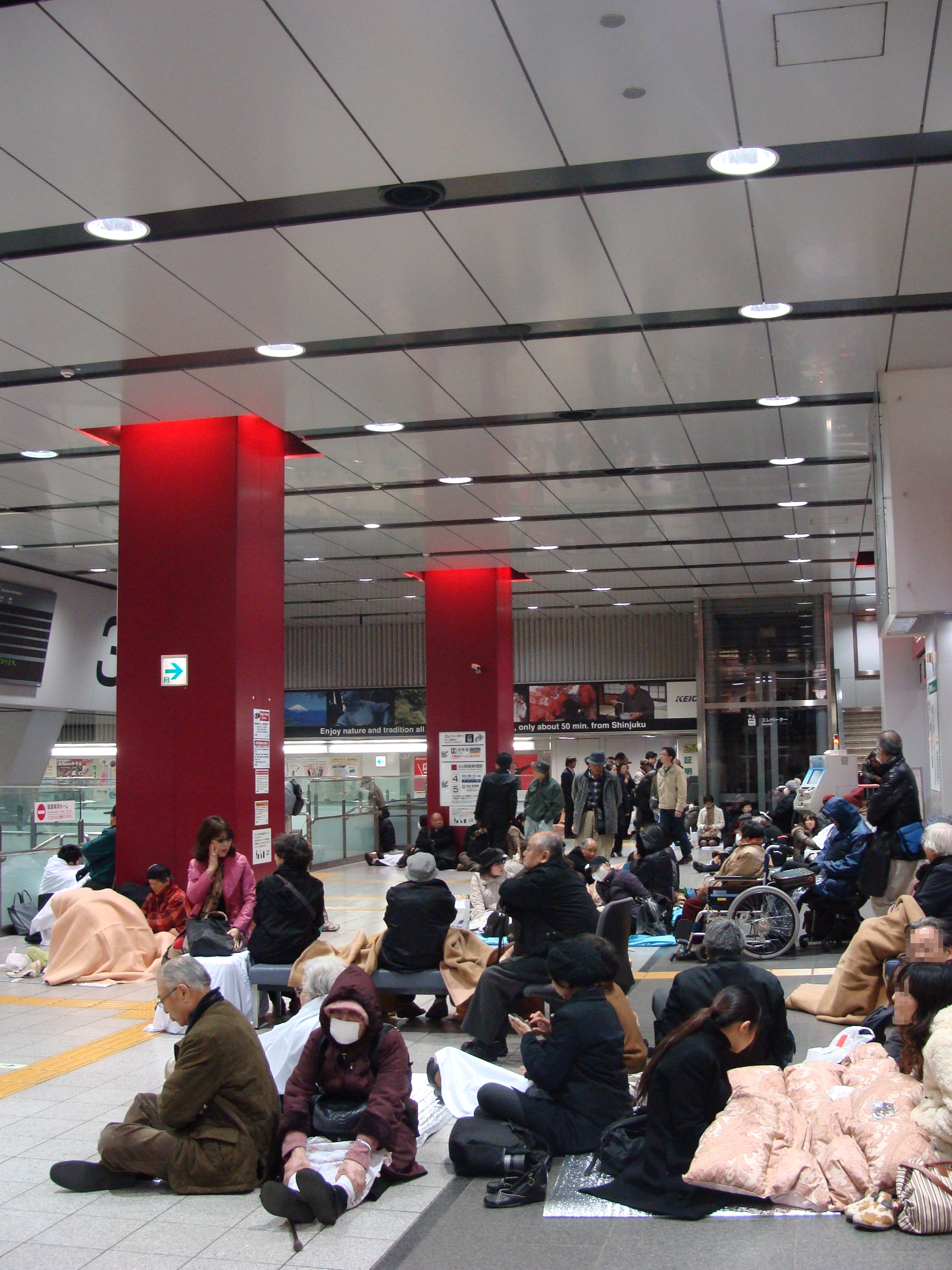
2011년 3월 11일, 지진으로 철도가 끊겨 신주쿠역에 발이 묶인 승객들의 모습.

동일본 대지진에 의한 귀가곤란자(일본어: 東日本大震災による帰宅困難者 히가시니혼다이신사이니요루키타쿠콘난샤[*])는 2011년 3월 11일 발생한 도호쿠 지방 태평양 해역 지진(동일본 대진재)의 여파로 발생한 일본의 귀가곤란자를 다룬다. 교통 시설이 지진으로 직접적인 피해를 입거나 안전 확보를 위한 운행 정지, 교통량 규제로 끊겨 도호쿠 지방과 일본 수도권을 중심으로 귀가곤란자(귀가난민)이 대량으로 발생해 다양한 문제가 발생했다. 2011년 신어·유행어 대상 TOP 10에 귀가난민(일본어: 帰宅難民 기타쿠난민[*])이 오르기도 하였다.

## 수도권
일본 내각부가 2011년 11월 22일에 발표한 인터넷 조사에 따르면 도쿄도에서 약 352만명, 가나가와현에서 약 67만명, 지바현에서 약 52만명, 사이타마현에서 약 33만명, 이바라키현 남부를 중심으로 10만명 등 수도권에서 약 515만명이 당일 자택으로 돌아가지 못하고 귀가곤란자가 되었다. 지진 발생 당시 외출자의 약 28%가 당일 중에 귀가하지 못했다.
"재해와 정보 연구회", "서베이 리서치 센터"가 실시한 약 2,000명을 대상으로 한 조사에서 도쿄도, 사이타마현, 지바현, 가나가와현 거주자 중 지진 재해 발생 시 수도권(1도 7현)에 있던 사람들 중 당일 자택으로 귀가한 사람은 80% 정도로 나머지 20%는 회사 등 다른 곳에서 하루를 보내야 했다고 대답하였다. 또한 NTT 도코모의 기지국 정보를 이용한 "모바일 공간 통계"를 이용한 전 주 토요일 같은 시각과 비교한 도쿄도 내 추계 인구에 따르면 지진 발생 후인 3월 12일 오전 1시 경 인구 분포는 야마노테선 각 역을 중심으로 크게 늘어났으며 도쿄도구 밖에 거주하는 수십만명이 도쿄도 구내에 있던 것으로 추정하였다.
지진 발생 당일 귀가가 어려워 각 지방공공단체가 준비한 시설을 이용한 사람들이 도쿄도에서 9만명 이상, 요코하마시에서 18,000명, 가와사키시에서 5,500명 등으로 조사되었다.
또한 웨더뉴스에 따르면 간토 지방 거주자 중 전철이나 자동차를 이용해 통근하던 사람이 지진 직후 귀가하는 데 걸린 시간은 평소 소요시간의 7배가 넘었다고 조사하였다. 평시의 평균 통근시간은 수도권의 전철 통근, 통학자 절반이 약 1시간 정도 걸리는 등 전체 평균은 약 70분이다.
지진 발생 직후 저녁까지 일본 정부는 내각관방장관 에다노 유키오의 기자회견을 통해 "당장 철도의 복구 등은 불가능하고 교통 혼란에 따른 2차 피해가 발생할 우려 때문에 수도권에서 중장거리로 귀가하는 사람은 무리하게 귀가하지 말고 직장 등에서 대기하는 등 냉정하게 대응하도록 부탁드린다"라며 호소했지만 큰 효과는 없었다.
귀가곤란자의 경우 평상시에 사용하던 교통편이 멈춰 도보로 귀가하거나 도로에 그냥 체류하거나 대체 교통수단으로 몰려 폭주하여 지진 발생 직후부터 다음날까지 도쿄도 내를 중심으로 각지의 도로에서 극심한 교통 체증이 발생했다.

### 철도

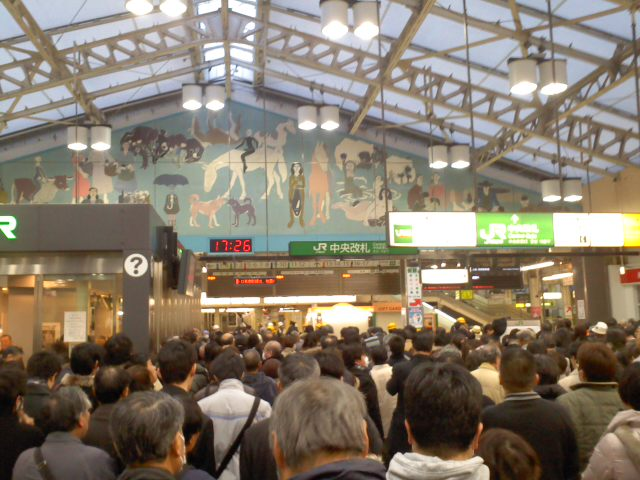
도쿄 우에노역에서 전철 전 노선 운행 정지로 사람들이 몰린 모습.

수도권 내에서 철도를 운영하던 JR를 비롯한 동일본 지역 철도가 지진의 여파로 운행 정지되었다. 이 때문에 철도를 이용하여 통근하던 사람은 발이 묶여 퇴근 후 귀가를 도보로 하거나 대체 교통수단으로 몰렸다.
도쿄나 요코하마와 같은 대도시 외에 교외지역에 집이 있어 도보로 귀가하기 어려운 사람들은 근무지가 있는 건물과 시설, 철도역, 공공 기관 등 임시로 개설한 대피소에서 숙박하였다. 하지만 주요 역의 절반 이상이 영업 시간 종료 후 이용자를 밖으로 유도해 셔터를 닫아 큰 혼란이 발생하기도 하였다.
또한 회사나 노선에 따라 운행 재개 시간이 달라 귀가곤란자의 대기공간 확보도 철도 사업자와 각 지방자치단체 사이 연계가 제대로 이루어지지 않는 문제가 발생하였다. 철도역 구내에서 "승객을 내쫓았던" 동일본 여객철도는 2011년 6월 20일 당시 사장이었던 세이노 사토시가 나서 도쿄도청사에서 당시 도쿄도지사였던 이시하라 신타로에게 사죄하여 지진 재해 이후에는 대응을 바꾸겠다고 약속하였다.

### 도로
철도를 이용할 수 없어 수많은 사람들이 버스나 택시를 대신 이용하느라 승강장에 사람들이 몰렸고 탑승까지 수 시간이 걸렸다. 또한 도쿄도내 곳곳이 정체 상황이 심각해 차량의 이동 속도가 걷는 속도와 비슷한 경우가 많았다. 이런 극심한 도로 정체 상황은 지진 다음날인 3월 12일까지 지속되었다.
또한 도로 각지에서도 대규모 정체가 발생했는데, 당시 차량 이용자 의식 조사라는 설문조사를 한 결과 조사 대상자 중 30%가 가족과 친구의 안전을 염려해 '안부 확인'용으로 차량을 확인하여 도로의 차량 수가 급증했다.

## 항공
항공기를 이용하여 출장 혹은 여러 사정으로 수도권으로 나가 있던 사람들이 동일본 대지진의 영향으로 공항이 폐쇄되어 예정일에 귀가하지 못하고 수도권 공항 등지에 발이 묶인 사례가 있었다.

## 지진 이후 조치
귀가자 쇄도로 인한 교통 혼란을 억제하기 위해 도쿄도는 이미 조례로 도쿄도도 제318호선(환상 7호선) 안쪽은 지진 재해 발생시 전면 통행 금지되며 출입 금지 등 대규모 도로 통제를 정하고 있다. 하지만 동일본 대지진으로 이 조치가 긴급 차량 통행에 방해가 된 사례가 다수 있었다는 점을 들어 2011년 9월 1일 방재의 날에 도쿄도 경시청은 처음으로 정밀한 대규모 교통규제훈련을 펼쳤다.
지진 재해로 수도직하지진 대책을 검토하는 "수도직하지진 귀가곤란자 등 대책협의회"는 회사의 귀가 지시로 교통수단의 수용량을 넘는 귀가자가 몰리는 것을 막기 위해 기본적으로 학교나 기업에 "일제 귀가를 최대한 금하도록" 요청하도록 방침을 짰다. 도쿄도는 이 방침에 따라 회사에서 종업원이 며칠간 대기하는 것을 염두에 두고 각 기업에게 3일분의 식량과 음료를 비축하는 것을 의무로 하고 철도나 접객 시설은 이용자 보호에 충실할 것을 요구하는 "도쿄도 귀가곤란자 대책조례안"을 2012년 2월 도쿄도의회에 제출, 2013년 4월 1일부터 시행하고 있다.

## 같이 보기
- 가설주택
- 피난 경로
- 피난소
- 재해 전언용 다이얼
- 귀가곤란자